# Olivier Bonté
Olivier Bonté (25 de enero de 1988) es un futbolista seychelense que juega en la demarcación de defensa para el Côte d'Or FC del Campeonato seychelense de fútbol.

## Selección nacional
Tras jugar en las categorías inferiores de la selección, finalmente hizo su debut con la selección de fútbol de Seychelles el 5 de septiembre de 2019 en un encuentro de clasificación para la Copa Mundial de Fútbol de 2022 contra Ruanda que finalizó con un resultado de 0-3 a favor del combinado ruandés tras los goles de Yannick Mukunzi, Muhadjiri Hakizimana y Meddie Kagere.

## Clubes
| Club         | País       | Año   | Partidos | Goles |
| ------------ | ---------- | ----- | -------- | ----- |
| Côte d'Or FC | Seychelles | 2015- |          |       |